# Frédéric Michalak
Frédéric Michalak (* 16. Oktober 1982 in Toulouse, Département Haute-Garonne) ist ein nicht mehr aktiver französischer Rugby-Union-Spieler, der auf der Position des Gedrängehalbs oder des Verbinders eingesetzt wurde. Er war für die französische Nationalmannschaft und den RC Toulon aktiv. Er ist einer der bekanntesten Spieler seines Sports in Frankreich. Frédéric Michalak ist 1,82 m groß und wiegt 77 kg.
Michalak gab am 10. November 2001 sein Debüt für die französische Nationalmannschaft gegen Südafrika. Zuvor hatte er mit Toulouse seinen ersten Meistertitel gewonnen. 2003 und 2005 konnte er den Heineken Cup mit seiner Mannschaft gewinnen. Er nahm an den Weltmeisterschaften 2003 und 2007 teil, wobei Frankreich jeweils im Halbfinale ausschied. Bei der Weltmeisterschaft 2003 erzielte Frédéric Michalak mit 103 Punkten hinter Jonny Wilkinson (113 Punkte) die zweithöchste Punktezahl. 2002, 2004 und 2006 gewann er mit der französischen Nationalmannschaft das Six Nations Turnier.
Nach dem WM-Turnier 2007 wechselte Michalak nach Südafrika zu den Sharks. Mit den Natal Sharks gewann er 2008 den Currie Cup. Er spielte ein Jahr in Südafrika und kehrte anschließend wieder nach Toulouse zurück. 2011 wechselte er nach Südafrika zu den Sharks. Von 2012 bis 2016 spielte er für den französischen Top 14-Verein RC Toulon.